# Taekwondo aux Jeux africains de 2015
Navigation
Édition précédente Édition suivante
Les compétitions de Taekwondo aux Jeux africains de 2015 se déroulent à la salle de Talangaï à Brazzaville (République du Congo) les  16 et 17 septembre 2015.  

## Résumé des médailles

### Hommes
| Épreuves | Or                          | Argent                 | Bronze                            |
| -------- | --------------------------- | ---------------------- | --------------------------------- |
| - 54 kg  | Moâd Nabil                  | Moustapha Kama         | Hédi Neffati Alhoudourou Maiga    |
| - 58 kg  | Romain Trolliet             | Mohammad Tariq Jamilou | Shawky El-Said Tadjou Wasiu Amao  |
| - 63 kg  | Youssef Ali                 | Samson Edwin           | Ouahid Briki Oumar Sissoko        |
| - 68 kg  | Ghofran Zaki                | Balla Dieye            | Marc Mbombo Seifeddine Trabelsi   |
| - 74 kg  | Ismaël Coulibaly            | Seif Eissa             | Arnold Nkoy Anicet Kassi          |
| - 80 kg  | Cheick Sallah Cissé         | Oussama Oueslati       | Gorame Kare Taha Al Aswed         |
| - 87 kg  | Yassine Trabelsi            | David Adjetey          | Abdelrahman Elgohary Seydou Gbane |
| + 87 kg  | Abdoulrazak Issoufou Alfaga | Anthony Obame          | Mohamed Ayman Firmin Zokou        |

### Femmes
| Épreuves | Or                 | Argent               | Bronze                                 |
| -------- | ------------------ | -------------------- | -------------------------------------- |
| - 46 kg  | Nardos Chifra      | Fadia Farhani        | Aya Ali Bouma Ferimata Coulibaly       |
| - 49 kg  | Nour Abdelsalam    | Rosa Keleku          | Joy Ekhator Oumou Koultoumy            |
| - 53 kg  | Radwa Abdelkader   | Chinazum Nwosu       | Rahma Ben Ali Daniella Pelham          |
| - 57 kg  | Bineta Diedhiou    | Hedaya Malak         | Brenda Mahonza Josseline Eyenga        |
| - 62 kg  | Ruth Gbagbi        | Rewen Refaei         | Gradie Kamwanya Mpoyi Urgence Mouega   |
| - 67 kg  | Sihem El-Sawalhy   | Mariam Diarra        | Nadège N’dri Ifeoma Juliet Dennis      |
| - 73 kg  | Uzomaka Otuadinma  | Maysoun Farouk       | Aminata Doumbia Mamina Kone            |
| + 73 kg  | Mennat-Allah Maher | Ester Olechi Uzoukwu | Lynda Azzedine Hadja Fatoumata Djabaté |

## Tableau des médailles
| Rang | Nation                           | Or | Argent | Bronze | Total |
| ---- | -------------------------------- | -- | ------ | ------ | ----- |
| 1    | Égypte                           | 7  | 4      | 4      | 15    |
| 2    | Côte d'Ivoire                    | 2  | 0      | 8      | 10    |
| 3    | Nigeria                          | 1  | 4      | 2      | 7     |
| 4    | Tunisie                          | 1  | 2      | 4      | 7     |
| 5    | Sénégal                          | 1  | 2      | 1      | 4     |
| 6    | Mali                             | 1  | 1      | 3      | 5     |
| 7    | Algérie                          | 1  | 0      | 1      | 2     |
| 8    | Éthiopie                         | 1  | 0      | 0      | 1     |
| 8    | Niger                            | 1  | 0      | 0      | 1     |
| 10   | République démocratique du Congo | 0  | 1      | 4      | 5     |
| 11   | Gabon                            | 0  | 1      | 1      | 2     |
| 11   | Ghana                            | 0  | 1      | 1      | 2     |
| 13   | Cameroun                         | 0  | 0      | 1      | 1     |
| 13   | Guinée                           | 0  | 0      | 1      | 1     |
| 13   | Libye                            | 0  | 0      | 1      | 1     |
|      | Total                            | 16 | 16     | 32     | 64    |